# Rhinella amboroensis
Rhinella amboroensis är en groddjursart som först beskrevs av Harvey och Smith 1993.  Rhinella amboroensis ingår i släktet Rhinella och familjen paddor. IUCN kategoriserar arten globalt som otillräckligt studerad. Inga underarter finns listade i Catalogue of Life.